# Princes de Lori-Somkhéti
Les princes puis méliks de Lori-Somkhéti, dont la liste ci-dessous a été établie sur la base des travaux de Cyrille Toumanoff, ont contrôlé du début du XIIe siècle à la fin du XVIIIe siècle une partie de l'Arménie historique (Lori, au nord-est) sous la suzeraineté plus ou moins affirmée des rois de Géorgie. 

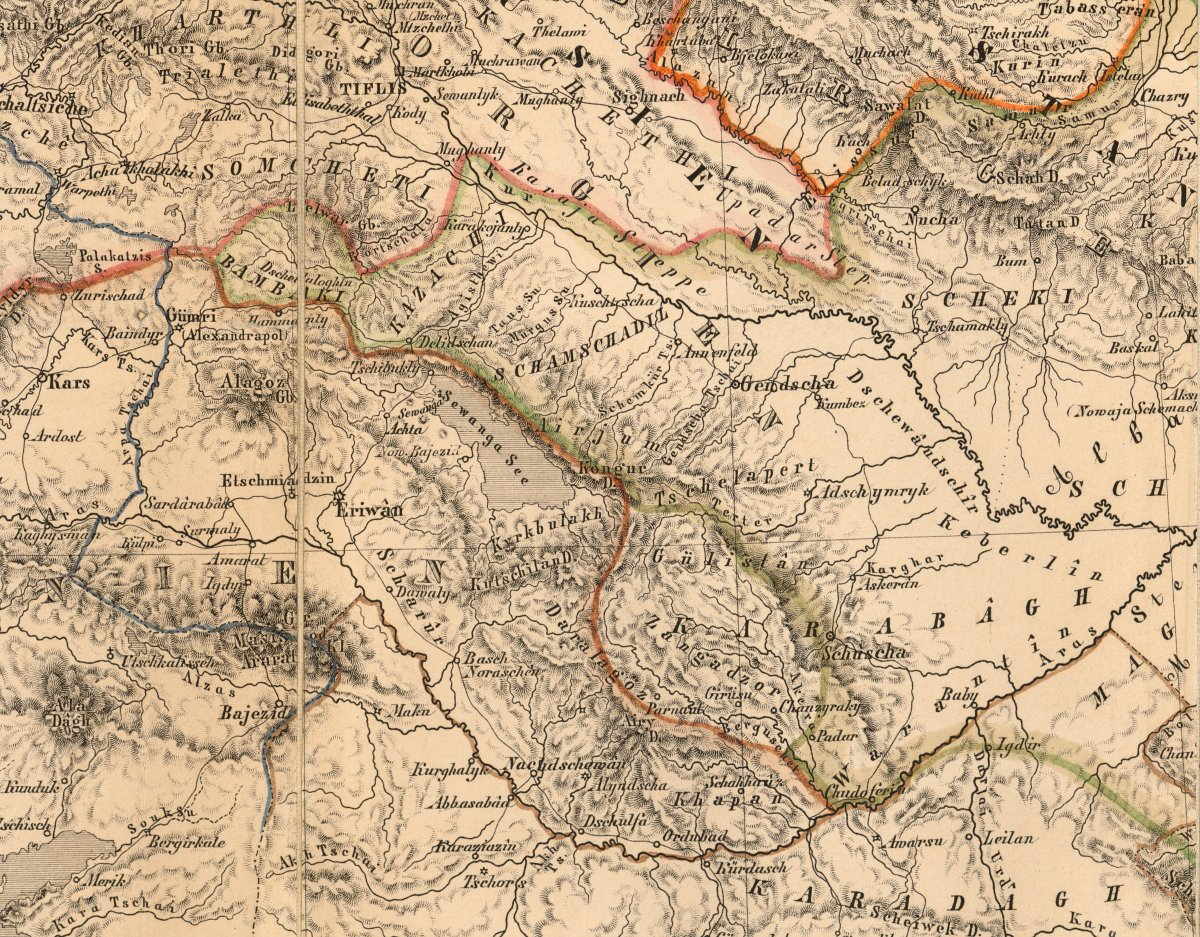
Somkhéti(Somcheti)

## Origines
Lors de leur contre-offensive victorieuse contre les forces musulmanes des « Châh Armen », pendant ce qu’il est convenu de nommer la « croisade géorgienne », les armées du royaume de Géorgie occupent temporairement sous David IV de Géorgie puis de manière permanente à partir du règne de Georges III de Géorgie une partie des anciens royaumes bagratides arméniens, notamment celui de Lor(r)i,. 
Ce territoire qui permet aux Bagration de Géorgie de s’octroyer le titre de « roi d’Arménie », qu’ils ajouteront désormais à leur titulature royale, est donné en fief à des féodaux géorgiens ou arméniens sous le nom de principauté de « Lori-Somkhéti », « Somkhéti (სომხეთი) » signifiant Arménie en géorgien.
Après la disparition de l’Arménie zakaride à laquelle elle était incorporée, la principauté de « Lori-Somkhéti » est contrôlée  par des dynastes arméniens de la famille des Avanian, dits par Cyrille Toumanoff  « Haykides-Avanides », princes de Dizak et de Varanda, issus des princes de Khatchen. À la suite des invasions des Turcomans au XVe siècle, les Avanides gouvernent les restes de la principauté avec le simple titre de « mélik » jusqu’à l’annexion en 1783 au royaume de Karthli-Kakhétie par Héraclius II de Géorgie.

## Princes de Lori-Somkhéti
- 1101-1128 : Iwané II Orbélian, duc d’Orbéti-Samschvildé et de Khounani, co-grand-connétable de Géorgie ;
- vers 1181 : Sadoun II Mankaberdéli, atâbeg de Géorgie ;
- 1184-1187 : Serge II Zacharian, grand-connétable de Géorgie ;
- 1187-1213 : Schansché Ier le Grand Zacharian, prince de Roustavi, grand-connétable de Géorgie ;
- 1213-1250 : Avag-Serge III Zacharian, prince de Bdjni, atâbeg et grand-connétable de Géorgie ;
- 1250-1261 : Zacharie III Zacharian, grand-connétable de Géorgie.

### Avanian
- Après 1261 : Vakhtank Ier, fils de Vasak-Smbat, prince de Dizak et de Varanda ;
- vers 1280 : Avan Ier, son fils ;
- vers 1310 : Gabriel, son fils ;
- vers 1346 : Abas Ier, son fils ;
- vers 1380 : Ischkan, son fils ;
- vers 1411 : Barkhoutar, son fils ;
- 1411-1437 : Beschken II Orbélian, prince de Siounie ;
- vers 1438 : Djalal, fils de Barkhoutar ;
- vers 1478 : Qorkhmaz Ier, son fils.

## Méliks de Lori-Somkhéti
- Vers 1478 : Qorkhmaz Ier ;
- vers 1500 : Kai Khosro, son fils ;
- vers 1530 : Avan II, son fils ;
- vers 1560 : Elizbar, son fils ;
- 1564-1600 : Dourmischkan, son fils ;
- 1600-1602 : Nazar Saroukhan, son fils ;
- 1606-1623 : Miriman Safi Qoulibek, son fils ;
- 1635-1637 : Melchisédech, son fils ;
- 1637-1675 :  Qorkhmaz II, son frère ;
- 1675-1689 : Einal, fils de Melchisédech ;
- 1689-1719 : Avtandil, fils de Qorkhmaz II ;
- 1719-1721 : Zaal, son frère ;
- 1736-1749 : Bahadour, fils de Einal ;
- 1749-1783 : Qorkhmaz III, fils de Zaal.

## Méliks de Lori et de Pambaki
- 1629-1642 : Amirkhan, fils de Nazar Saroukhan, triarque ;
- 1629-1642 : Dey, fils de Nazar Saroukhan, triarque ;
- 1629-1642 : David, fils de Nazar Saroukhan, triarque ;
- vers 1670 : Melikbek, fils de Dey ;
- vers 1700 : Djan, fils de Melikbek.